# Artur Jorge
Artur Jorge Braga Melo Teixeira (Porto, 13 februari 1946 – Lissabon, 22 februari 2024) was een Portugees profvoetballer en voetbaltrainer.

## Loopbaan
Als speler won hij meerdere landskampioenschappen met Benfica, maar zijn grootste succes kwam als trainer van aartsrivaal FC Porto. Met deze club won hij in het seizoen 1986/87 de Europacup I. Ook werd hij met deze club meerdere malen landskampioen van Portugal.
Van juli 1998 tot oktober 1998 was hij een paar maanden trainer van het Nederlandse Vitesse.
Artur Jorge overleed in februari 2024 op 78-jarige leeftijd na een lang ziekbed.

## Spelerscarrière
- 1964–1965: FC Porto
- 1965–1969: Académica Coimbra
- 1969–1975: SL Benfica
- 1975–1978: CF Belenenses
- 1977–1977: Rochester Lancers

## Trainerscarrière
- 1980–1981: Vitória de Guimarães
- 198100000: CF Belenenses
- 1981–1983: Portimonense
- 1984–1987: FC Porto
- 1987–1989: Racing Club de Paris
- 1989–1991: FC Porto
- 1991–1994: Paris Saint-Germain
- 1993–1994: FC Porto
- 1994–1996: SL Benfica
- 1996–1996: Zwitserland
- 1996–1997: Portugal
- 1997–1998: CD Tenerife
- 199800000: Vitesse
- 1998–1999: Paris Saint-Germain
- 2000–2001: Al-Nassr
- 2001–2002: Al-Hilal
- 2002–2003: Académica Coimbra
- 2003–2004: CSKA Moskou
- 2004–2006: Kameroen
- 200600000: Al-Nassr
- 2006–2007: US Créteil-Lusitanos
- 2014–2015: MC Alger

## Erelijst
Als speler
 SL Benfica
- Primeira Divisão: 1970/71, 1972/72, 1972/73, 1974/75
- Taça de Portugal: 1969/70, 1971/72

Individueel als speler
- Bola de Prata: 1970/71, 1971/72

Als trainer
 FC Porto
- Primeira Divisão: 1984/85, 1985/86, 1989/90
- Supertaça Cândido de Oliveira: 1984, 1986, 1990
- Taça de Portugal: 1990/91
- Europacup I: 1986/87

 Paris Saint-Germain
- Division 1: 1993/94
- Coupe de France: 1992/93

 Al-Hilal
- Saudi Professional League: 2001/02
- Aziatische Beker voor Bekerwinnaars: 2002

 CSKA Moskou
- Russische supercup: 2004

Individueel als trainer
- Europees Trainer van het Seizoen: 1986/87